# Gjettum Station
 Ikke at forveksle med Gjettum Station (1930-2006).
Gjettum Station (Gjettum stasjon) er en metrostation på Kolsåsbanen på T-banen i Oslo. Stationen blev åbnet 12. oktober 2014 som erstatning for den gamle Gjettum Station og Valler Station, der blev nedlagt i 2006, da Kolsåsbanen blev lukket for opgradering. 